# Protothereva ecuadorensis
Protothereva ecuadorensis är en tvåvingeart som beskrevs av Webb och Metz 2003. Protothereva ecuadorensis ingår i släktet Protothereva och familjen stilettflugor.
Artens utbredningsområde är Ecuador. Inga underarter finns listade i Catalogue of Life.